# Club de Fútbol Sala Bisontes Castellón
Maillots
Le CFS Bisontes Castellón est un club espagnol de futsal fondé en 1985 et basé à Castelló de la Plana (Castellón).

## Histoire

Premier logo du club.

Le club est fondé en 1983 sous le nom de Club Macer Fútbol Sala, dans la ville d'Almazora dans la Communauté valencienne.
Le club azulón se déplace à Castellón de la Plana et est renommé Bisontes de Castellón. C'est sous ce nom qqu'il fait ses débuts en 1992 dans la División de Honor.
Des années plus tard, le club est renommé Playas de Castellón, pour des raisons de parrainage. Il garde ce nom durant vingt ans.
L'équipe réussit à remporter son premier titre de champion d'Espagne au terme de la saison 1999-2000.
Sous le nom de Playas de Castellon, l'équipe conquiert la Coupe des clubs champions européens lors de la saison 2000-2001.
En 2001-2002, l'équipe emmenée par Javi Rodriguez ou Edesio écrase la première phrase de la nouvelle Coupe de l'UEFA, totalisant deux victoires en autant de matchs avec quinze buts en sa faveur et seulement quatre contre. Lors de la dernière phase de groupes, les Espagnols battent leurs trois adversaires, avec 19 buts pour et seulement 2 contre. En demi-finale, le club espagnol bat le Sporting Portugal (4-0). Le Pavellón del Atlántico de Lisbonne voit la victoire de Castellón sur les belges d'Action 21 Charleroi (5-1). L'équipe est sacrée championne d'Espagne pour la seconde fois de son histoire.
En 2014, après plusieurs années d'échec sportif, l'équipe rejoint d'autres clubs de la ville de Castellón de la Plana dans le but de remonter à haut-niveau. Le club récupère alors le nom historique de Bisontes Castellón.
En 2016, le club redevient définitivement le Bisontes Castellón après une saison auprès du CD Castellón. Le président Joaquín Sánchez assure alors que les Bisontes Castellón « chercheront à faire revenir Castellón dans l'élite du futsal dans les saisons à venir ». L'équipe évolue alors dans le groupe III de la 2e division B.

## Identité et image
Le club est fondé en 1983 sous le nom de Club Macer Fútbol Sala. Le club azulón se déplace à Castellón de la Plana et est renommé Bisontes de Castellón en 1992 ou 1993.
En 1994, le club est renommé Playas de Castellón, pour des raisons de parrainage. Il garde ce nom durant vingt ans.
En 2016, le club redevient définitivement le Bisontes Castellón et arbore un nouvel écusson bleu marine et marron à l'effigie d'un bison. Le logo comporte aussi trois étoiles sur sa partie supérieure, pour les trois Coupes d'Europe remportées sous le nom de Playas de Castellón, et « 1992 », première année sous le nom de Bisontes. L'équipe récupère sa couleur bleue traditionnelle comme premier kit et utilise le vert comme deuxième signe d'identification de la ville de Castellón.

## Palmarès

### International
Sous le nom de Playas de Castellon, le club remporte les deux premières éditions de la Coupe de l'UEFA en 2002 et 2003, après avoir remporté la dernière Coupe des clubs champions en 2001, soit trois fois consécutives la plus importante compétition d'Europe. Le club est aussi finaliste de la Coupe intercontinentale de futsal 2004.
- Coupe intercontinentale :
  - Finaliste : 2004

- Coupe de l'UEFA (2) :
  - Vainqueur : 2002 et 2003

- Coupe des clubs champions européens (1) :
  - Vainqueur : 2001

### National
Sur le plan national, Playas de Castellon remporte deux Ligas (1999-00 et 2000-01) et une Supercoupe d'Espagne (2004-05).
- Championnat d'Espagne (2) :
  - Champion : 2000 et 2001

- Supercoupe d'Espagne (1) :
  - Vainqueur : 2004
  - Finaliste : 2000 et 2001

- Championnat d'Espagne D2 (1) :
  - Champion : 2017

## Personnalités
Pour la saison 2007-2008, Fran Torres prend les rênes de l'équipe en remplacement d'Adolfo Ruiz Díaz. Fran Torres arrive de Las Rozas Boadilla qu'il mena play-offs de División de Plata.
Sous le nom de Playas de Castellon, le club voit passer des joueurs notables de niveau mondial : Vander Carioca, Edesio, Javi Rodríguez, Pablo ou encore Nando Grana. En 2005, Javi Rodriguez est nommé meilleur joueur du monde lors des Prix FutsalPlanet.